# Gruppo del Chaberton
Il Gruppo del Chaberton è un gruppo montuoso delle Alpi del Moncenisio nelle Alpi Cozie. Si trova sul confine tra la Francia (dipartimento delle Alte Alpi) e l'Italia (provincia di Torino). Prende il nome dalla montagna più significativa del gruppo, il Monte Chaberton.

## Collocazione
Seguendo le definizioni della SOIUSA esso si trova tra il Colle del Monginevro ed il Colle della Scala.
Nel dettagli, ruotando in senso orario, i limiti geografici sono: Colle del Monginevro, alto corso del fiume Durance, torrente Clarée, Colle della Scala, Valle Stretta, torrente Dora di Bardonecchia, alta Val di Susa, Colle del Monginevro.

## Classificazione
La SOIUSA definisce il Gruppo del Chaberton come un gruppo alpino e vi attribuisce la seguente classificazione:
- Grande parte = Alpi Occidentali
- Grande settore = Alpi Sud-occidentali
- Sezione = Alpi Cozie
- Sottosezione = Alpi del Moncenisio
- Supergruppo = Catena Chaberton-Tabor-Galibier

- Gruppo = Gruppo del Chaberton
- Codice = I/A-4.III-A.1

## Suddivisione
Il gruppo viene suddiviso in due sottogruppi:
- Sottogruppo Chaberton-Clotesse (a)
- Sottogruppo Mezzodì-Sueur (b)[2]

Il Col des Acles divide i due sottogruppi.

## Montagne

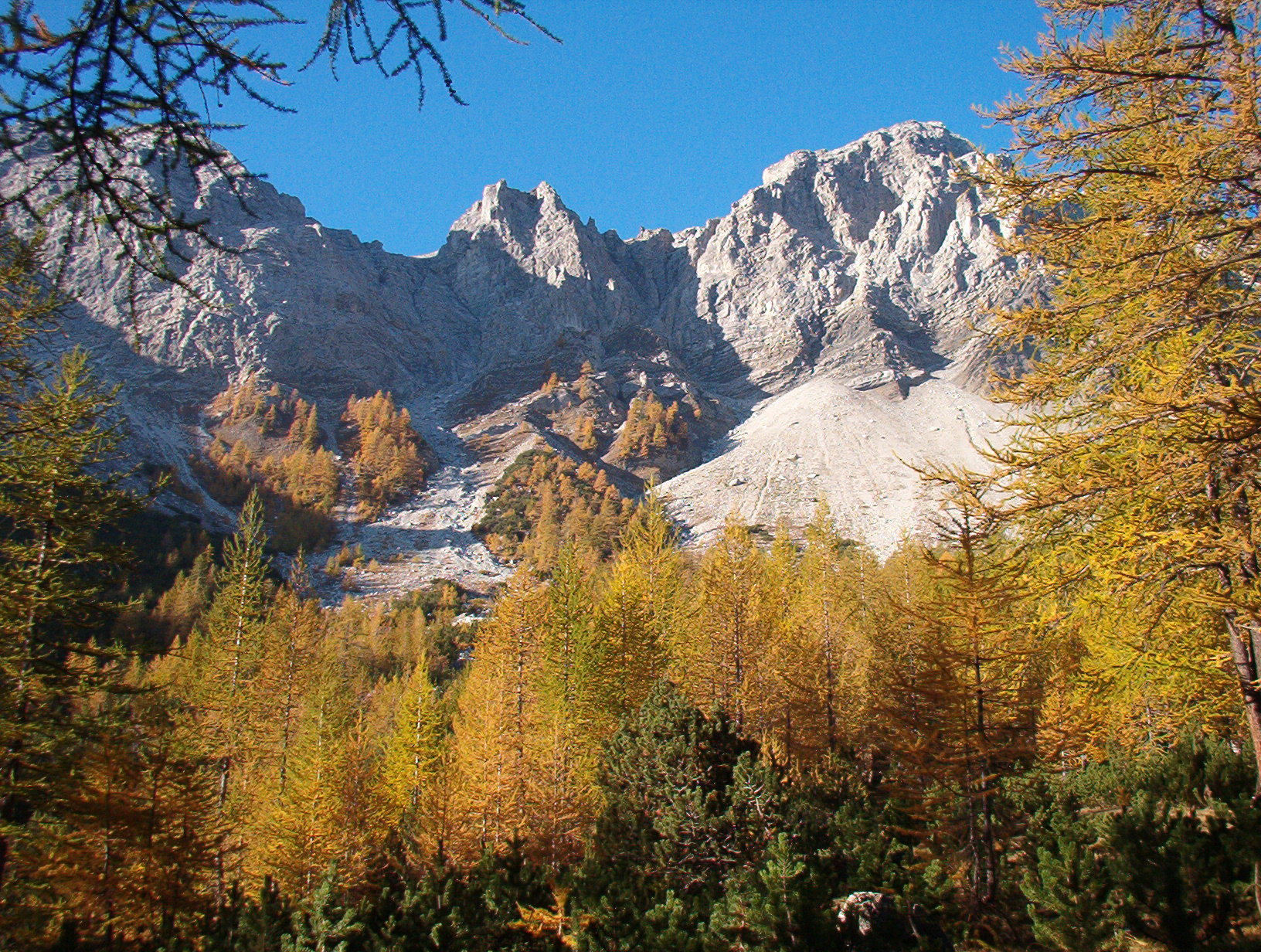
La Grand'Hoche vista dal versante italiano.

Le montagne principali del gruppo sono:
- Monte Chaberton - 3.131 m
- Pointe des Rochers Charniers - 3.063 m
- Pointe de Chalanche Ronde - 3.047 m
- Pointe des Grands Becs - 3.042 m
- Punta Clotesse - 2.872 m
- Punta Charrà - 2.844 m
- Guglia d'Arbour - 2.803 m
- Pic du Lauzin - 2.773 m
- Grand'Hoche - 2.762 m
- Rocca del Lago - 2.740 m
- Pointe de Pécé - 2.733 m
- Tête des Fournéous - 2.682 m
- Cima della Sueur - 2.657 m
- Sommet du Guiau - 2.654 m
- Guglia del Mezzodì - 2.621 m
- Punta della Mulattiera - 2.467 m
- Croce di san Giuseppe - 2.332 m
- Monte Cotolivier - 2.105 m
- Monte Colomion - 2.054 m